# Voivres-lès-le-Mans
Voivres-lès-le-Mans è un comune francese di 1 251 abitanti situato nel dipartimento della Sarthe nella regione dei Paesi della Loira.

## Società

### Evoluzione demografica
Abitanti censiti